# Placogorgia dendritica
Placogorgia dendritica är en korallart som beskrevs av Nutting 1910. Placogorgia dendritica ingår i släktet Placogorgia och familjen Plexauridae. Inga underarter finns listade i Catalogue of Life.